# L'Incendie de Los Angeles
Pour les articles homonymes, voir Incendie de Los Angeles.
L'Incendie de Los Angeles (The Day of the Locust) est un roman américain de Nathanael West publié aux États-Unis en 1939. Traduit de l'américain par Marcelle Sibon, il est publié en France en 1961 aux éditions du Seuil.

## Résumé
Dans les années 30 à Los Angeles, un oisifs Tod (scénariste et peintre) est attiré par une jeune femme Faye qui veut devenir actrice. Mais elle repousse ses avances et à la mort du père de Faye, celle-ci s’installe avec Homer, un timide sans ambition qu'elle méprise.

## Accueil critique
Il figure à la 73e place dans la liste des cent meilleurs romans de langue anglaise du XXe siècle établie par la Modern Library en 1998.
Le Time Magazine inclut le roman dans sa liste des  cent meilleurs romans de langue anglaise de 1923 à 2005 établie en 2010.